# Sabatiner Berge
Die Sabatiner Berge (ital. Monti Sabatini) sind ein Mittelgebirge in der italienischen Region Latium. Es liegt etwa 30 km nördlich von Rom, zwischen dem Tal des Tiber und dem Tyrrhenischen Meer. Sie umschließen den Braccianosee.
Die Sabatiner Berge entstanden durch die vulkanische Aktivität des Vulcano Sabatino in der Zeit vor 600.000 bis 40.000 Jahren. Noch heute zeugen die Krater der Caldera von Sacrofano und des Valle Baccano sowie die Kraterseen des Lago di Martignano und des Lago di Monterosi davon. Heiße Mineralquellen und Gasaustritte an seinen Ufern zeugen noch heute vom vulkanischen Ursprung.